# Reíllo
Reíllo es un municipio y localidad española de la provincia de Cuenca, en la comunidad autónoma de Castilla-La Mancha. El término municipal, situado en la comarca de la Serranía Baja, tiene una población de 102 habitantes (INE 2024). 

## Geografía
Integrado en la comarca de Serranía Baja, se sitúa a 37 km de la capital provincial. El término municipal está atravesado por la carretera nacional N-420 entre los pK 458-460 y 467-469. 
El relieve del municipio es el propio de la comarca, con abundantes dehesas, altibajos del terreno y el valle del río Guadazaón, que cruza el territorio de norte a sur. La altitud oscila entre los 1178 m al oeste (pico Frontón) y los 930 m a orillas del río Guadazaón. El pueblo se alza a 1091 m sobre el nivel del mar. 
| Noroeste: Cañada del Hoyo y Fuentes        | Norte: Cañada del Hoyo         | Nordeste: Carboneras de Guadazaón |
| Oeste: Fuentes y Monteagudo de las Salinas |                                | Este: Carboneras de Guadazaón     |
| Suroeste: Monteagudo de las Salinas        | Sur: Monteagudo de las Salinas | Sureste: Arguisuelas              |

## Historia
A mediados del siglo XIX, el lugar contaba con una población censada de 294 habitantes. La localidad aparece descrita en el decimotercer volumen del Diccionario geográfico-estadístico-histórico de España y sus posesiones de Ultramar de Pascual Madoz de la siguiente manera:

REILLO: v. con ayunt. en la prov. y dióc. de Cuenca (5 leg.), part. jud. de Cañete (3 1/2), aud. terr. de Albacete (16) y c. g. de Castilla la Nueva (Madrid 29), sit. en una ladera dominada por un cast. arruinado y no muy dist. del r. Guadazon; su clima es algo frio, combatido por todos los vientos y en especial por el de N. y poco propenso á enfermedades. Consta de 80 casas inclusa la de ayunt.; igl. parr. aneja de la de Carboneras, servida por un teniente; para surtido del vecindario bay buenas aguas. El term. confina por N. con Cañada del Hoyo; E. Carboneras; S. Monteagudo, y O. Fuentes: su terreno es bastante quebrado, unas 600 fan. se hallan reducidas a cultivo, y lo restante poblado de leña y pastos de escelente calidad: el r. ya citado cruza por su térm. de N. á S., y para su tránsito hay un puente de madera: los caminos son locales y en mal estado: la correspondencia se recibe de la cap. de prov. prod.: trigo, cebada, centeno, algunas legumbres y mucha miel, siendo su cera de grande blancura; se cria ganado lanar en abundancia, cabrio, y vacuno; caza de liebres, perdices, conejos y alguna de mayor. ind.: la agrícola y pecuaria. pobl.: 74 vec; 294 alm. cap. prod.: 920,960. imp.: 46,048.
(Madoz, 1849, p. 404)

## Demografía
Reíllo cuenta con una población de 102 habitantes (INE 2024).
| Gráfica de evolución demográfica de Reíllo entre 1842 y 2021                                                        |
| |
| Población de derecho según los censos de población del INE Población de hecho según los censos de población del INE |

## Administración y política
| Periodo   | Nombre                     | Partido |
| --------- | -------------------------- | ------- |
| 1979-1983 | Regino Herraiz Chavarría   | PSOE    |
| 1983-1987 | Regino Herraiz Chavarría   | PSOE    |
| 1987-1991 | Regino Herraiz Chavarría   | PSOE    |
| 1991-1995 | Regino Herraiz Chavarría   | PSOE    |
| 1995-1999 | Regino Herraiz Chavarría   | PSOE    |
| 1999-2003 | Regino Herraiz Chavarría   | PSOE    |
| 2003-2007 | Regino Herraiz Chavarría   | PSOE    |
| 2007-2011 | Regino Herraiz Chavarría   | PSOE    |
| 2011-2015 | Pablo Campillo Gutiérrez   | PP      |
| 2015-2019 | Pablo Campillo Gutiérrez   | PP      |
| 2019-2023 | Estefanía Delgado Panadero | PP      |
| 2023-act. | Estefanía Delgado Panadero | PP      |

### Evolución de la deuda viva
El concepto de deuda viva contempla solo las deudas con cajas y bancos relativas a créditos financieros, valores de renta fija y préstamos o créditos transferidos a terceros, excluyéndose, por tanto, la deuda comercial.
| Gráfica de evolución de la deuda viva del ayuntamiento entre 2008 y 2014                             |
| |
| Deuda viva del ayuntamiento en miles de Euros según datos del Ministerio de Hacienda y Ad. Públicas. |

La deuda viva municipal por habitante en 2014 ascendía a 707,24 €.

## Restos arqueológicos y naturaleza

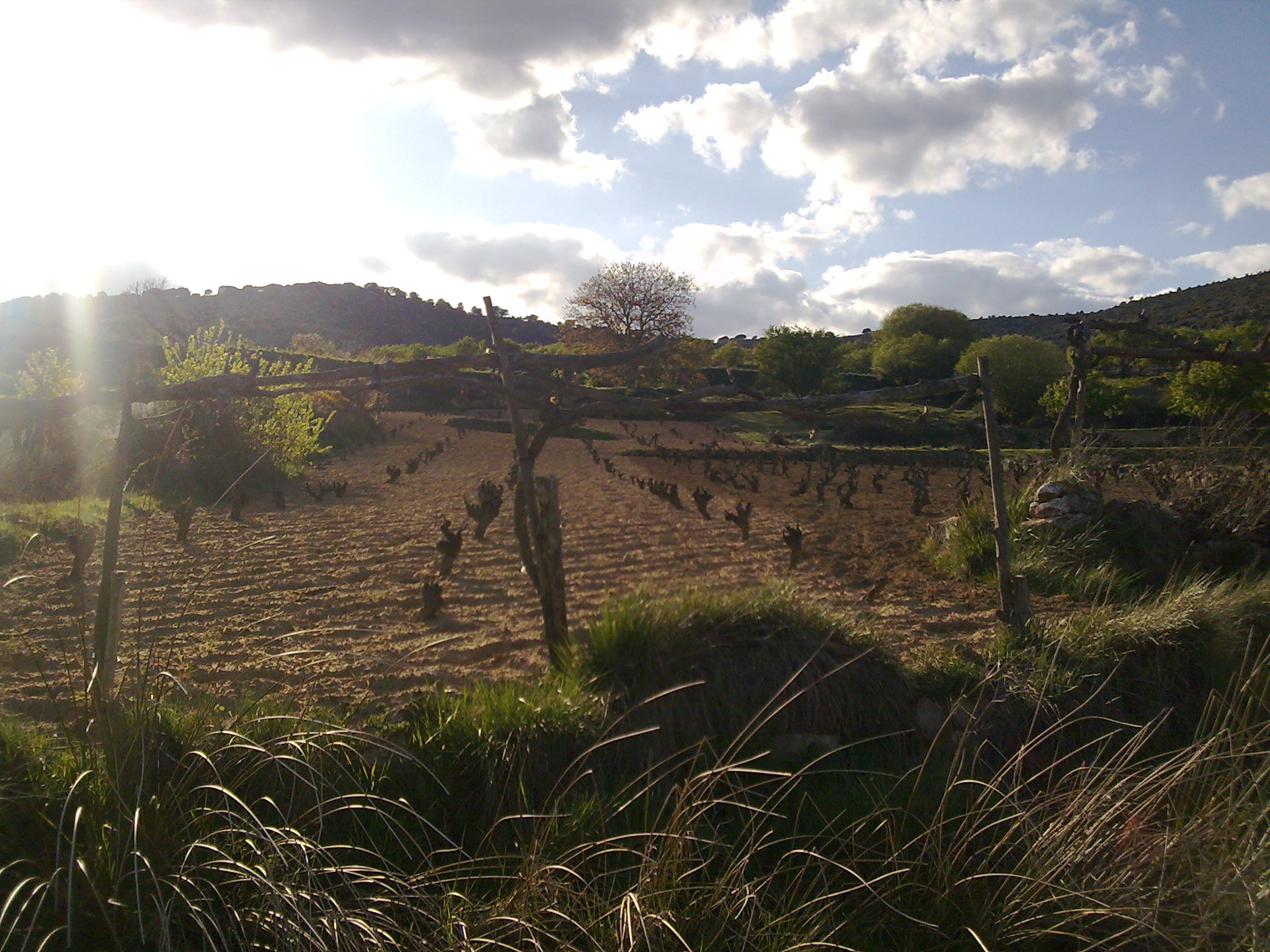
Paisaje en Reíllo

Se han encontrado restos arqueológicos de gran valor en el yacimiento del cerro del "Castillo", bienes declarados de interés cultural por el Gobierno de Castilla-La Mancha. Entre esos bienes destaca un morillo de gran calidad en forma de cabeza de carnero y decorado con serpientes y motivos geométricos, que mide aproximadamente 40 cm de largo por 24,5 cm de alto y 10 cm de grueso, así como tres pequeños vasos incisos, uno de ellos con técnica de boquique, dos vasijas globulares, tres vasos menores y otro cilíndrico, y gran cantidad de cerámica ibérica, alguna con posibles motivos astrales, junto con vasos áticos del siglo V a. C. y cerámicas a mano con cordones, estampillados y apliques con formas de serpientes y prótomos de carneros.
En la iglesia de La Concepción, existe una inscripción conmemorativa dedicada a Carlos de la Rica,el que fue párroco del pueblo.

## Gastronomía
Son típicos de la gastronomía conquense el Morteruelo y el ajoarriero, zarajo, y postres como la torrija, todos ellos acompañados de los fabulosos vinos de Castilla-La Mancha.

## Fiestas populares
- Domingo de Procesiones. El segundo domingo del mes de mayo la patrona del pueblo, La Abuela Santa Ana, es llevada hasta el vecino pueblo de Carboneras de Guadazaón donde con las patronas de los pueblos de la comarca se realiza una misa, comida de hermandad y por la tarde procesión multitudinaria. A la vuelta junto a la carretera N-420 se realiza una merienda típica con productos de la tierra como son chorizos, tortilla, etc. El día concluye con el rezo del rosario desde el lugar de la merienda hasta la iglesia parroquial.
- Fiestas de verano. Se realizan la semana del 16 de agosto puesto que se celebra la fiesta en honor a su patrón San Roque. Estas fiestas incluyen actuaciones musicales (verbenas) durante los 5-6 días que duran, en la plaza del Ayuntamiento, juegos para niños (sacos, natación, cucañas,...), juegos para jóvenes (paint ball, guerra de agua y espuma, fiesta cerveza...), partido de fútbol solteros-casados, juegos para adultos (mus, truque, bolos, tiro al plato,...), degustación de productos típicos conquenses en la plaza del Ayuntamiento, actuaciones musicales subvencionadas por la Diputación de Cuenca, concurso de disfraces, concurso de productos típicos y concurso de paellas (en el campo de fútbol)
- Fiestas en honor a Santa Ana. El último fin de semana de julio desde 2010 se celebra un encierro taurino dirigido por numerosos Jinetes, desde los campos hasta la plaza Principal. Seguidamente suelta de vaquillas y verbena popular. Este evento atrae a gran cantidad de gente procedente de las cercanas provincias de Teruel y Valencia.

## Tradiciones
Antiguamente se paseaba por los rincones del pueblo el personaje del Botarga (personaje),de tradición medieval y folclórico, disfrazado con careta y cachiporra en mano, así como diversos grupos de jóvenes y mayores amenizando las calles.